# Inname van Mers el-Kebir
De Inname van Mers el-Kébir in 1504 is de strijd waarbij Spanje bezit nam van Mers el-Kébir, dat toen een van de havens van de centrale Maghreb was in handen van de Berberse Zianiden van Tlemcen. Het werd geleid door Don Diego de Córdoba maar voorbereid en gefinancierd door kardinaal Francisco Jiménez de Cisneros en maakt deel uit van een Spaans beleid dat bestaat uit het veroveren van strategische punten aan de Noord-Afrikaanse kust om de maritieme veiligheid te waarborgen en een einde te maken aan de invallen sinds het einde van de Reconquista.
Kardinaal De Cisneros organiseerde een maritieme aanval gecombineerd met een landaanval door te landen op Mers el-Kébir, een bolwerk nabij Oran, dat in 1504 werd veroverd. Sinds deze inname kunnen de Spanjaarden Oran (gevallen in 1509) en Béjaïa (gevallen in 1510) aanvallen aan de Algerijnse kust.